# Campionato europeo maschile under 20 di pallavolo 1977
Il campionato europeo juniores di pallavolo maschile 1977 si è svolto dal 29 luglio al 5 agosto 1977 a Montpellier, in Francia. Al torneo hanno partecipato 12 squadre nazionali europee e la vittoria finale è andata per la sesta volta consecutiva all'Unione Sovietica.

## Regolamento
Le dodici squadre sono state divise in due gironi: al termine della prima fase per due classificate di ogni girone hanno acceduto alle semifinali per il primo posto, la terza e la quarta classificata hanno acceduto alle semifinali per il quinto posto, mentre le ultime due classificate hanno acceduto alle semifinali per il nono posto.

## Gironi
| Girone A                                             | Girone B                                                                  |
| ---------------------------------------------------- | ------------------------------------------------------------------------- |
| Francia Germania Est Italia Polonia Turchia Ungheria | Bulgaria Cecoslovacchia Germania Ovest Jugoslavia Svezia Unione Sovietica |

## Fase finale

### Finali 1º e 3º posto
|  | Semifinali       | Semifinali       | Semifinali       |                  |                | Finale 1º/2º posto | Finale 1º/2º posto | Finale 1º/2º posto |  |
|  |                  |                  |                  |                  |                |                    |                    |                    |  |
|  | Cecoslovacchia   | Cecoslovacchia   | 3                |                  |                |                    |                    |                    |  |
|  | Cecoslovacchia   | Cecoslovacchia   | 3                |                  |                |                    |                    |                    |  |
|  | Germania Est     | Germania Est     | 1                |                  |                |                    |                    |                    |  |
|  | Germania Est     | Germania Est     | 1                |                  | Cecoslovacchia | Cecoslovacchia     | 0                  |                    |  |
|  |                  |                  |                  |                  | Cecoslovacchia | Cecoslovacchia     | 0                  |                    |  |
|  |                  |                  | Unione Sovietica | Unione Sovietica | 3              |                    |                    |                    |  |
|  | Unione Sovietica | Unione Sovietica | Unione Sovietica | Unione Sovietica | 3              | 3                  |                    |                    |  |
|  | Unione Sovietica | Unione Sovietica |                  |                  |                | 3                  |                    |                    |  |
|  | Polonia          | Polonia          | 1                |                  |                | Finale 3º/4º posto | Finale 3º/4º posto | Finale 3º/4º posto |  |
|  | Polonia          | Polonia          | 1                |                  |                |                    |                    |                    |  |
|  |                  |                  |                  |                  |                |                    |                    |                    |  |
|  |                  |                  |                  |                  |                | Germania Est       | Germania Est       | 3                  |  |
|  |                  |                  |                  |                  |                | Germania Est       | Germania Est       | 3                  |  |
|  |                  |                  |                  |                  |                | Polonia            | Polonia            | 1                  |  |

### Finali 5º e 7º posto
|  | Semifinali     | Semifinali     | Semifinali     |                |            | Finale 5º/6º posto | Finale 5º/6º posto | Finale 5º/6º posto |  |
|  |                |                |                |                |            |                    |                    |                    |  |
|  | Jugoslavia     | Jugoslavia     | 3              |                |            |                    |                    |                    |  |
|  | Jugoslavia     | Jugoslavia     | 3              |                |            |                    |                    |                    |  |
|  | Italia         | Italia         | 2              |                |            |                    |                    |                    |  |
|  | Italia         | Italia         | 2              |                | Jugoslavia | Jugoslavia         | 3                  |                    |  |
|  |                |                |                |                | Jugoslavia | Jugoslavia         | 3                  |                    |  |
|  |                |                | Germania Ovest | Germania Ovest | 0          |                    |                    |                    |  |
|  | Germania Ovest | Germania Ovest | Germania Ovest | Germania Ovest | 0          | 3                  |                    |                    |  |
|  | Germania Ovest | Germania Ovest |                |                |            | 3                  |                    |                    |  |
|  | Francia        | Francia        | 0              |                |            | Finale 7º/8º posto | Finale 7º/8º posto | Finale 7º/8º posto |  |
|  | Francia        | Francia        | 0              |                |            |                    |                    |                    |  |
|  |                |                |                |                |            |                    |                    |                    |  |
|  |                |                |                |                |            | Italia             | Italia             | 3                  |  |
|  |                |                |                |                |            | Italia             | Italia             | 3                  |  |
|  |                |                |                |                |            | Francia            | Francia            | 2                  |  |

### Finali 9º e 11º posto
|  | Semifinali | Semifinali | Semifinali |          |         | Finale 9º/10º posto  | Finale 9º/10º posto  | Finale 9º/10º posto  |  |
|  |            |            |            |          |         |                      |                      |                      |  |
|  | Turchia    | Turchia    | 3          |          |         |                      |                      |                      |  |
|  | Turchia    | Turchia    | 3          |          |         |                      |                      |                      |  |
|  | Svezia     | Svezia     | 2          |          |         |                      |                      |                      |  |
|  | Svezia     | Svezia     | 2          |          | Turchia | Turchia              | 0                    |                      |  |
|  |            |            |            |          | Turchia | Turchia              | 0                    |                      |  |
|  |            |            | Ungheria   | Ungheria | 3       |                      |                      |                      |  |
|  | Ungheria   | Ungheria   | Ungheria   | Ungheria | 3       | 3                    |                      |                      |  |
|  | Ungheria   | Ungheria   |            |          |         | 3                    |                      |                      |  |
|  | Bulgaria   | Bulgaria   | 1          |          |         | Finale 11º/12º posto | Finale 11º/12º posto | Finale 11º/12º posto |  |
|  | Bulgaria   | Bulgaria   | 1          |          |         |                      |                      |                      |  |
|  |            |            |            |          |         |                      |                      |                      |  |
|  |            |            |            |          |         | Svezia               | Svezia               | 0                    |  |
|  |            |            |            |          |         | Svezia               | Svezia               | 0                    |  |
|  |            |            |            |          |         | Bulgaria             | Bulgaria             | 3                    |  |

## Classifica finale
| Classifica | Squadre          |
| ---------- | ---------------- |
|            | Unione Sovietica |
|            | Cecoslovacchia   |
|            | Germania Est     |
| 4          | Polonia          |
| 5          | Jugoslavia       |
| 6          | Germania Ovest   |
| 7          | Italia           |
| 8          | Francia          |
| 9          | Ungheria         |
| 10         | Turchia          |
| 11         | Bulgaria         |
| 12         | Svezia           |